# Едвард Стеттініус
Едвард Рейлі Стеттініус-молодший (англ. Edward Reilly Stettinius, Jr.; нар. 22 жовтня 1900, Чикаго, Іллінойс — пом. 31 жовтня 1949, Гринвіч, Коннектикут) — американський політик, був держсекретарем США з 1944 по 1945 і першим послом США в ООН.
Навчався в Університеті Вірджинії. 1931 року він став віце-президентом General Motors, де він працював над програмами, які надавали допомогу для безробітним, і тим самим увійшов у контакт з Франкліном Д. Рузвельтом. Очолював Управління з виробництва за президента Рузвельта. 1943 року призначений заступником державного секретаря.